# 3095 Omarkhayyam
3095 Omarkhayyam (1980 RT2) là một tiểu hành tinh nằm phía ngoài của vành đai chính được phát hiện ngày 8 tháng 9 năm 1980 bởi L. Zhuravleva ở Nauchnyj. Tiểu hành tinh được đặt theo tên của Persian nhà toán học và nhà thiên văn học Omar Khayyám.